# Sisinio de Pretis
Sisinio de Pretis, též Sisinio svobodný pán von Pretis-Cagnodo nebo svobodný pán Pretis di Cagnodo Sisinio (14. února 1828 Hamburk – 15. prosince 1890 Vídeň), byl rakousko-uherský, respektive předlitavský státní úředník a politik, v letech 1870–1871 ministr obchodu Předlitavska, v letech 1872–1879 ministr financí Předlitavska.

## Biografie
Studoval na Univerzitě v Innsbrucku, Karlo-Ferdinandově univerzitě v Praze, univerzitě v Göttingenu a na Univerzitě v Heidelbergu. V roce 1850 získal titul doktora práv. V roce 1852 nastoupil do státních služeb jako úředník finanční prokuratury v Terstu. Od roku 1853 působil jako úředník na místodržitelství v Rakouském přímoří. V roce 1855 přešel jako koncipista na plavební úřad. V roce 1862 se stal tajemníkem na nově zřízeném rakouském ministerstvu námořnictví, kde se roku 1865 stal sekčním radou. Po zrušení ministerstva přešel na ministerstvo obchodu, kde působil od roku 1866 jako ministerský rada a expert na celní otázky. V roce 1867 se na tomto rezortu stal sekčním šéfem.
13. dubna 1870 zasedl ve vládě Alfreda von Potockého na pozici ministra obchodu Předlitavska coby sekční šéf pověřený provizorně vedením rezortu. Portfolio si udržel do 4. února 1871. Podruhé se do vládní funkce dostal 15. ledna 1872, kdy se ve vládě Adolfa von Auersperga stal dodatečně ministrem financí Předlitavska. V roce 1878, kdy končila Auerspergova vláda, ho dokonce Eduard Herbst navrhl na nového předsedu vlády. Kvůli slabé pozici v parlamentu (podporu plánované vládě stáhl i sám Herbst) ale de Pretis pověření vzdal. Post ministra financí si pak udržel do 12. srpna 1879 i v následné vládě Karla von Stremayra. Ve funkci ministra financí se musel vyrovnávat s dlouhým obdobím ekonomické recese po krachu na vídeňské burze roku 1873.
V letech 1871–1872 a opět po odchodu z vlády v období let 1879–1888 zastával funkci místodržícího Rakouského přímoří.
Byl aktivní i v parlamentní politice, v níž měl blízko k německým liberálům (Ústavní strana). Byl poslancem Českého zemského sněmu, kam byl zvolen v zemských volbách v roce 1870 za kurii městskou, obvod Frýdlant, Chrastava. Rezignoval v srpnu 1871. Na sněm se vrátil v zemských volbách v roce 1872, nyní za kurii velkostatkářskou, nesvěřenecké velkostatky. Mandát zde obhájil i v zemských volbách v roce 1878. Tehdy byl uváděn jako zástupce Strany ústavověrného velkostatku.
Zemský sněm ho roku 1870 zvolil i poslancem Říšské rady (celostátní zákonodárný sbor, tehdy ještě nevolený přímo, nýbrž tvořený delegáty jednotlivých zemských sněmů). 10. listopadu 1870 složil poslanecký slib. V Říšské radě zasedal i ve funkčním období 1871–1873. Reprezentoval velkostatkářskou kurii v Čechách. Slib složil 7. května 1872. Do poslanecké sněmovny se vrátil po volbách do Říšské rady roku 1879 (nyní už přímá volba), opět za velkostatkářskou kurii v Čechách. Slib složil 21. listopadu 1879, rezignace na mandát byla oznámena na schůzi 17. března 1882.
Zasedal ve vedení banky Bodencreditanstalt a stal se doživotním členem Panské sněmovny. Ke konci své profesní dráhy byl prezidentem Rakouských státních drah.
V roce 1856 se oženil s Marií von Boeckmann (1835–1910). Z manželství vzešli synové Sisinio (1859–1913), Anton (1861–1918) a Felix (1868–1912). Dcera Marie (1864–1928) se provdala za barona Constantina Fiedlera (1862–1913). 
Zemřel 15. prosince 1890 ve Vídni ve věku dvaašedesáti let.